# Maria Fernanda Lay

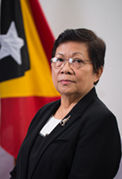
Maria Fernanda Lay

Maria Fernanda Lay (* 10. November 1954 in Baucau, Portugiesisch-Timor) ist eine Politikerin aus Osttimor. Sie ist Mitglied der Partei Congresso Nacional da Reconstrução Timorense (CNRT). In der Partei war Lay 2012 Mitglied des Aufsichts- und Prüfungsausschusses.

## Werdegang

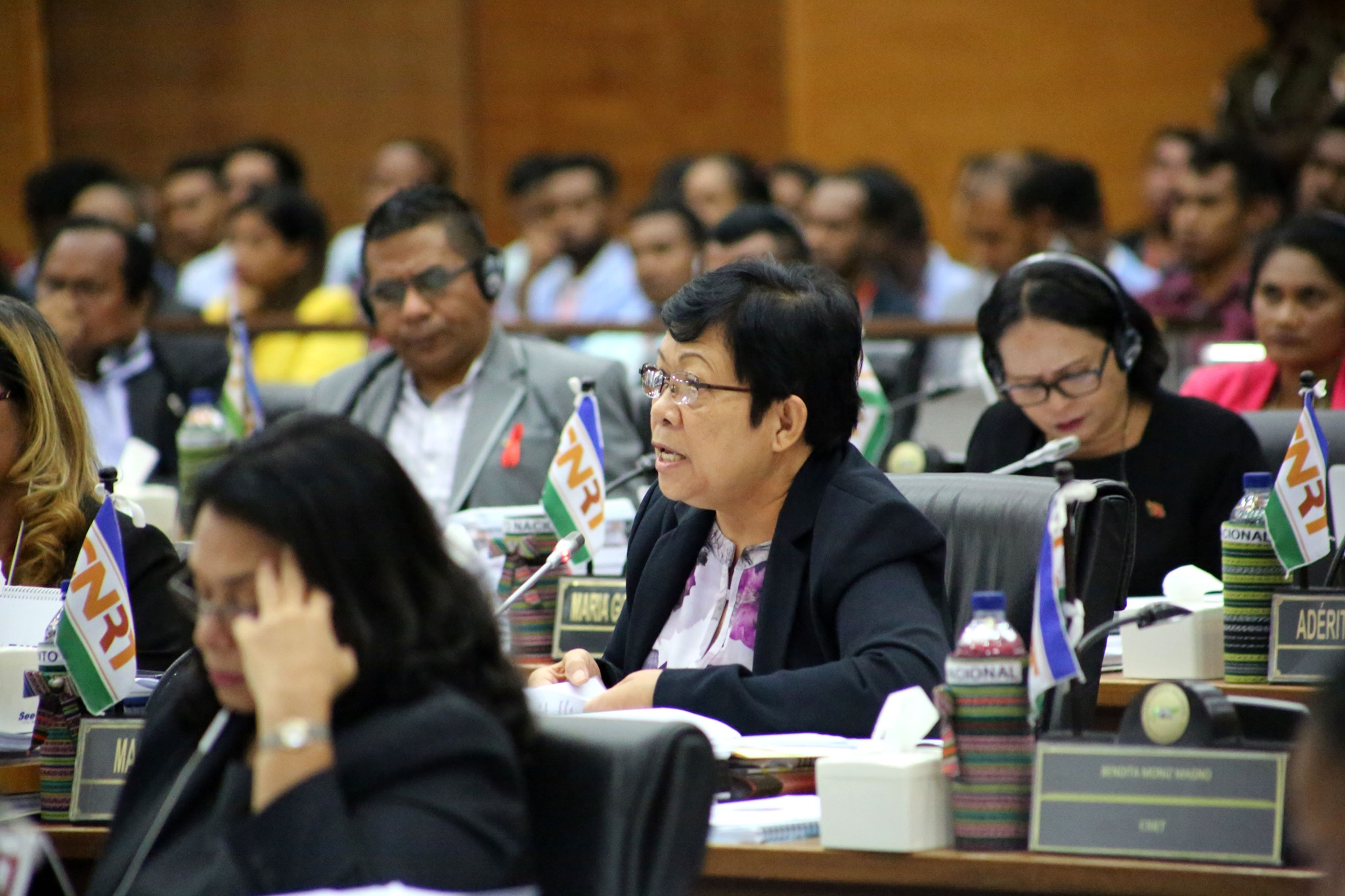
Maria Fernanda Lay im Parlament (2019)

Lay studierte an der Akademie Telekommunikation in Bandung. Früher war sie als Projektmanagerin für die USAID/ARD tätig.
Seit 2007 ist Lay Abgeordnete des Nationalparlaments Osttimors. Dort war sie von 2007 bis 2017 Mitglied der Kommission für interne Regeln, Ethik und Mandate der Abgeordneten (Kommission G, von 2007 bis 2012 als Vorsitzende) und von 2012 bis 2017 Mitglied der Kommission für Öffentliche Finanzen (Kommission C). Von 2012 bis 2017 war sie zudem Sekretärin des Parlamentspräsidiums. Von 2017 bis zu den Neuwahlen 2018 war Lay Vizevorsitzende der Kommission für Öffentliche Finanzen (Kommission C). Nach der Auflösung des Parlaments trat Lay bei den Neuwahlen am 12. Mai 2018 auf Listenplatz 12 der Aliança para Mudança e Progresso (AMP) an, zu der auch der CNRT gehört, und zog erneut in das Parlament ein. Nun war sie Präsidentin der Kommission für Öffentliche Finanzen (C). Nach deren Umstrukturierung am 16. Juni 2020 war sie nur noch einfaches Mitglied der Kommission C.
Lay war seit 2010 Sekretärin der nationalen Gruppe der Abgeordnetenvereinigung der Gemeinschaft der Portugiesischsprachigen Länder (AP-CPLP), von 2010 bis 2015 Generalsekretärin des Frauennetzwerks der AP-CPLP, amtierende Vizepräsidentin der Global Organization of parliamentarian against corruption (GOPAC) von 2012 bis 2015 und Koordinatorin des Projetos 10º FED PRO-PALOP beim Nationalparlament (2014-2016).
Am 17. Juni 2020 geriet Lay mit der KHUNTO-Abgeordneten Olinda Guterres aneinander. Guterres hatte Lay aufgefordert, in der Parlamentsdebatte Tetum und nicht Portugiesisch zu sprechen, weil das nicht alle verstehen. Lay verwies auf die Verfassung, nach der Portugiesisch eine gleichwertige Amtssprache, wie Tetum ist. Guterres solle das kostenlose Angebot für Portugiesischunterricht vom Parlament nutzen. Guterres soll Lay als „chinesische Piratin“ (china pirata) bezeichnet haben, worauf es zwischen den beiden Frauen zu Handgreiflichkeiten kam, bis sie von anderen Abgeordneten getrennt wurden. Lay gehört der chinesischen Minderheit an.
Bei den Parlamentswahlen 2023 erhielt Lay Platz 6 auf der Liste des CNRT und erneut einen Sitz im Nationalparlament. Am 22. Juni, dem ersten Sitzungstag der 6. Legislaturperiode wurde Lay mit 45 Ja-Stimmen, 19 Enthaltungen und einer ungültigen Stimme zur neuen Parlamentspräsidentin gewählt.